# Pinus elliottii
Pinus elliottii é uma espécie de pinheiro, composta de duas variedades distintas: Pinus elliottii var.
elliottii e Pinus elliottii var. densa, originária do Novo Mundo. Faz parte do grupo de espécies de pinheiros com área de distribuição no Canadá e Estados Unidos da América (com exceção das áreas adjacentes à fronteira com o México). Existem muitas áreas de reflorestamento com esse tipo de Pinus na América do Sul, especialmente no estado de São Paulo e na região sul do Brasil.
Nomes populares: pinus, pinheiro, pinheiro-americano.
Ocorrência no Brasil: introduzidas com maior ocorrência na região sul e sudeste do país, nos estados do Paraná, Santa Catarina, Rio Grande do Sul, São Paulo, Rio de Janeiro, Minas Gerais, Espírito Santo e do Mato Grosso do Sul.
As outras espécies cultivadas, nas várias regiões do Brasil, são: Pinus sp., Pinus taeda, Pinus caribaea, Pinus oocarpa, Pinus tecunumanii, Pinus maximinoi e Pinus patula.
Atualmente, as espécies do gênero Pinus e as do gênero Eucalyptus são as mais utilizadas para reflorestamento comercial (silvicultura) no Brasil.

## Árvore
Árvore de rápido crescimento, mas não muito duradouro em relação ao padrão dos pinus silvestres (cerca de 200 anos), prefere clima e solo úmidos. Se distingue do Pinus taeda por ser maior, com folhas mais arredondadas e pinhas maiores; e do Pinus palustris por ser mais curto, ter agulhas mais finas e pinhas mais curtas. De grande porte com altura entre 18,0m e 30,0m, sendo:
- Caule reto, cilíndrico, com diâmetro entre 0,60 m e 0,80 m. Com casca sulcada e acinzentada em indivíduos jovens e marrom-avermelhada em indivíduos adultos, com placas escamadas. Com copa irregular de raio superior a 3,0m.
- Folha pontuda, denominada como acícula, muito fina, formato de agulha, resistente e firme, de coloração verde-brilhante e com a margem finamente serrilhada, comprimento entre 18 cm e 24 cm, ramos em grupos de dois ou três.
- Geralmente florescem na primavera, produzindo flores masculinas e femininas. O órgão reprodutivo masculino se chama estróbilo masculino e está disposto junto às brotações. O órgão reprodutivo feminino, mais conhecido como pinha, se encontra geralmente em grupos de 2 a 4 unidades. Demora cerca de dois anos para amadurecer, quando as escamas se entreabrem, pondo em liberdade as sementes para serem disseminadas a cerca de 50 metros da árvore mãe, apenas pela ação do vento.
- Os Pinus não possuem frutos e sim cones, também denominado como pinha onde encontram-se os pinhões, de coloração castanha-escura, lustroso. A pinha pesa em média 46,6 g, com dimensões de 12,5 cm x 4,5 cm, com uma produção média de 10 gramas de sementes.
- Sementes de formato triangular, entre 5mm e 7mm de comprimento, de coloração preta e aladas ela é bem bonita e existe 40000 sementes aproximadamente

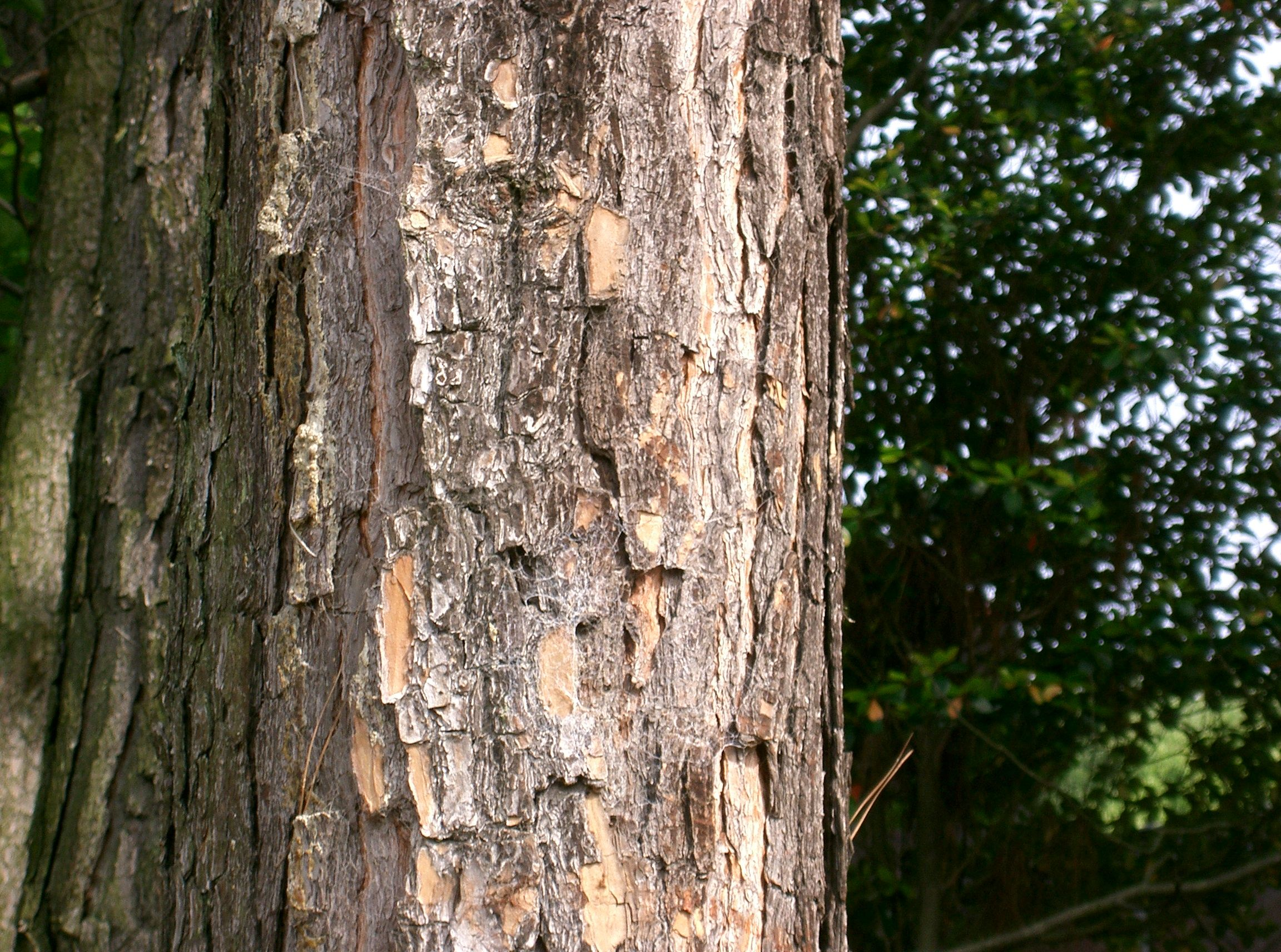
casca

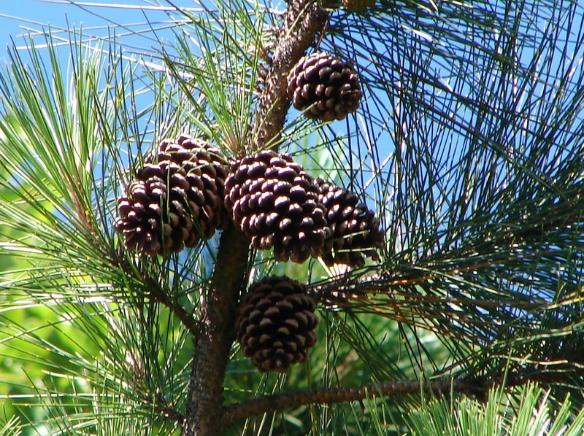
folhas e estróbilos

## Madeira

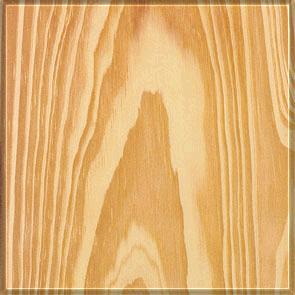
face tangencial

### Características Gerais
Características sensoriais: cerne e alburno indistintos pela cor, branco-amarelado, brilho moderado, cheiro e gosto distintos e característicos (resina), grã direita; textura fina; densidade baixa, macia ao corte.
Descrição anatômica macroscópica:
- Parênquima axial: invisível, mesmo sob lente.
- Raios: visíveis apenas sob lente no topo e na face tangencial é invisível mesmo sob lente.
- Camadas de crescimento: distintas; transição brusca entre o lenho inicial e o tardio.
- Canais de resina: presentes, visíveis sob lente; em disposição axial e radial.

Trabalhabilidade: é uma madeira fácil de ser trabalhada. É fácil de desdobrar, aplainar, desenrolar, lixar, tornear, furar, fixar, colar e permite bom acabamento.
Secagem: muito fácil de secar.
Durabilidade natural: apresenta baixa resistência ao ataque de organismos xilófagos, tais como: fungos emboloradores, manchadores e apodrecedores; cupins; brocas de madeira e perfuradores marinhos.
Tratabilidade: é fácil de tratar.

### Propriedades

#### Físicas
Densidade de massa (ρ):
- aparente a 15% de umidade (ρap,15): 480 kg/m³
- básica (ρbásica): 400 kg/m³

Contração de saturada a seca em estufa:
- Radial: 3,4 %
- Tangencial: 6,4 %
- Volumétrica: 10,5 %

#### Mecânicas
Flexão
- Resistência - FM:
  - Madeira verde:  48,0 MPa
  - Madeira seca (15% de umidade): 69,6 MPa
- Módulo de elasticidade:
  - verde: 6.463 MPa
- Limite de proporcionalidade:
  - verde: 19,7 MPa

Compressão
- Resistência – Fc0:
  - Madeira verde: 18,5 MPa
  - Madeira seca (15% de umidade): 31,5 MPa
- Módulo de elasticidade:
  - verde: 8.846 MPa
- Limite de proporcionalidade:
  - verde: 13,7 MPa
- Coeficiente de influência de umidade: 6,7 %

Outras propriedades mecânicas
- Resistência ao impacto na flexão (choque) – madeira a 15% de umidade – Trabalho absorvido:  14,5J
- Cisalhamento – madeira verde –  5,8 MPa
- Dureza Janka – madeira verde – 1.932 N
- Tração normal às fibras – madeira verde – 3,0 MPa
- Fendilhamento – madeira verde – 0,4 MPa

Resultados de acordo com Norma ABNT MB/2653 - NBR 6230/85 e dados do IBAMA

## Usos
Paisagismo:
- Arborização Urbana: praças,parques e quintais.
- Arborização Decorativa: Pequenas árvores podadas, miniaturas ornamentais em vasos, bonsai.

Construção Civil:
- Leve interna estrutural: ripas, partes secundárias de estruturas.
- Leve interna, utilidade geral: cordões, guarnições, rodapés, forros e lambris.
- Uso temporário: pontaletes, andaimes, formas para concreto.

Mobiliário:
- Utilidade geral: móveis e partes internas de móveis.

Indústrial:
- A resina do Pinus é  usada  para  a  produção  de  breu (para  elaboração  de   tintas,  vernizes, laquês,   sabões,   colas,  graxas, esmaltes, ceras, adesivos, explosivos, desinfetantes,  isolantes térmicos, etc.) e terebintina ( na elaboração  de  tintas, vernizes,  corantes, vedantes  para  madeira,  reagentes químicos,  cânfora sintética,  desodorantes, inseticidas, germicidas, óleos, líquidos de limpeza, etc.), etc.
- Por ter fibras longas é bastante utilizado na produção de celulose para fabricação de embalagens.

Outros usos:
- Compensados, laminados, cabos para vassouras, palitos de fósforos, brinquedos, objetos torneados, paletes, bobinas, carretéis.

## Técnicas de Plantio
Por se tratar de uma árvore que apresenta poucas exigências em solos de baixa fertilidade ou degradados, e que possui rápido crescimento e alta tolerância ao frio, existem diversos conteúdos de informações para diversos programas de plantio.
No que se refere à obtenção de sementes, das diferentes espécies do gênero pinus, os cones (frutos) são escolhidos ainda quando em processo de maturação bastante adiantado. Após colhidas, são colocadas em peneiras expostas ao sol para a liberação das sementes, levando de 3 a 10 dias, conforme as condições climáticas. Em galpões especiais, os cones são armazenados até a completa maturação, onde se abrem, deixando cair as sementes. As sementes devem ser secas e guardadas em recipientes fechados à temperatura de 5°C.
Como as sementes são aladas, o maior inconveniente para a semeadura são as asas, devendo por isso, serem desaladas antes.
Pode-se produzir mudas em recipientes plásticos com terra de subsolo ou tubetes de polipropileno com substrato, ambos com adubação adequada de base e de cobertura. Podem ser transplantadas com raízes nuas. As operações de preparo de solo e plantio definitivo dependem das condições do local onde serão plantadas.
O Pinus para o uso da madeira, pode ser derrubado, em média, com 17 anos. Adiantando-se este prazo para 7 anos na utilização para o preparo de pasta de celulose.